# Боснийско-косовские отношения
Боснийско-косовские отношения — двусторонние дипломатические отношения между Боснией и Герцеговиной (БиГ) и частично признанным государством Республикой Косово не были установлены из-за отсутствия консенсуса в центральном правительстве БиГ о признании независимости Косова и применением права вето Республикой Сербской, где большинство населения составляют боснийские сербы.

## История
21 февраля 2008 года Республика Сербская, одна из двух составных частей Боснии и Герцеговины, приняла резолюцию, в которой осудила и отказалась признать одностороннее провозглашение независимости Косова от Сербии. Кроме того, парламент Республики Сербской принял резолюцию о том, что в случае признания большинством стран Европейского союза и ООН независимости Косова — Республика Сербская будет ссылаться на отделение Косова в качестве прецедента и проведёт референдум о своём конституционном статусе в Боснии и Герцеговине. В резолюции также содержался призыв ко всем должностным лицам Республики Сербской сделать всё возможное, чтобы помешать Боснии и Герцеговине признать провозглашенную независимость Косова.
27 августа 2008 года бывший посол БиГ в Турции Хайрудин Сомун написал авторскую спорную статью о паспортах Республики Косово, в которой резюмировал позицию БиГ по Косово: «Как и во многих других вопросах, Босния и Герцеговина глубоко разделилась по вопросу признания независимости Косова. Парламент Республика Сербская, которая занимает 49 % территории страны, принял специальную резолюцию, осуждающую независимость Косова, и там в знак протеста было организовано проведение масштабных демонстраций». Принимая во внимание, что лидеры Республики Сербской угрожали отделиться от Боснии и Герцеговины и присоединиться к Сербии в качестве компенсации за потерю Косова, председатель президиума Боснии и Герцеговины Харис Силайджич сказал, что его страна «вряд ли признает независимость Косова в ближайшее время из-за сильных возражений со стороны собственной сербской общины».
2 августа 2008 года министр иностранных дел Боснии и Герцеговины Свен Алкалай сообщил общественности, что БиГ не будет признавать косовские паспорта, пока президиум не примет такое решение. 26 сентября 2008 года, присутствуя на заседании Генеральной Ассамблеи ООН в Нью-Йорке, председатель президиума Харис Силайджич в интервью «Голосу Америки», которое транслировался в БиГ на боснийском языке, заявил, что он поддерживает независимость Косова и выступает против просьбы Сербии о том, чтобы Международный суд ООН высказал мнение о легитимности независимости этой страны. Харис Силайджич выступил от своего имени, потому что президиум Боснии и Герцеговины не имеет консенсуса по этому вопросу, что позволило бы ему произнести эту речь официально.
В августе 2009 года Форум босняков (боснийских мусульман) в Косове просил БиГ признать независимость и проездные документы его граждан. В ответ член президиума по делам этнических сербов Небойша Радманович заявил, что правительство не будет обсуждать этот вопрос в обозримом будущем и что те, кто предъявляет такие требования, должны учитывать, «что это за государство Босния и Герцеговина, какие существуют тенденции и что может быть после такого шага». Он добавил: «Иногда мыслить сердцем не годится для принятия больших политических решений».